# São Francisco do Conde (kommun)
São Francisco do Conde är en kommun i Brasilien.   Den ligger i delstaten Bahia, i den östra delen av landet, 1 100 km öster om huvudstaden Brasília. Antalet invånare är 33 172.
Följande samhällen finns i São Francisco do Conde:
- São Francisco do Conde

Omgivningarna runt São Francisco do Conde är huvudsakligen savann. Runt São Francisco do Conde är det ganska tätbefolkat, med 199 invånare per kvadratkilometer.